# Miguel Aragonés i Llauradó
Miguel Aragonés i Llauradó (Montroig del Camp, província de Tarragona, 1852/53 – Barcelona, 20 de juny de 1889) fou un fotògraf català. La data de naixement exacta no s'ha pogut esbrinar, ja que els arxius municipals i parroquials d'aquesta localitat es van cremar durant la Guerra Civil Espanyola.
Fill de Miquel Aragonès Borràs pastisser nascut a Mont-roig del Camp i Tecla Llauradó i Duràn nascuda a Reus casats a Reus el 9 de novembre de 1850.
Estudià a l'Escuela Provincial de Bellas Artes de Barcelona i va desenvolupar la seva carrera professional principalment a Barcelona però també va viatjar per tot Espanya per realitzar els treballs que li encarregaven. Va cultivar el gènere del retrat i del reportatge, gènere que en aquells moments començava a tenir una gran difusió. Va publicar fotografies individualment o en petites col·leccions, però també va realitzar àlbums. Les seves fotografies mostren una especial cura pels elements de composició de les imatges. Més enllà del desenvolupament comercial, es va interessar per utilitzar el medi fotogràfic per a l'expressió artística personal i en aquest sentit va participar en diverses exposicions i mostres. La seva curta carrera vital fa que els registres tant dels fets professionals i comercials, com dels encarats al món artístic, siguin molt limitats. Es va casar amb Francisca Matas i no van tenir fills. Aragonés va morir a Barcelona el 20 de juny de 1889 a les deu de la nit d'un traumatisme cerebral quan tenia 37 anys.

## Joventut
Miguel Aragonés va estudiar a l'Escuela Provincial de Bellas Artes de Barcelona, en aquella època al Pla de Palau. Començà el curs 1866-1867 i finalitzà el pas per l'escola el curs 1869-1870, havent cursat els quatre anys seguits. La seva formació a la Llotja passa per la matriculació d'assignatures clàssiques del coneixement i la pràctica artística pròpia del seu context. Els dos primers anys en aquesta acadèmia formaven part de les ensenyances més pràctiques i funcionals pròpies de les “Artes aplicadas”. Els dos anys següents Aragonés es va matricular a les “Enseñanza de Pintura”.

## Trajectòria professional
No s'ha identificat exactament l'inici de la carrera professional de Miguel Aragonés com a fotògraf i els primers registres coneguts daten de l'any 1881. En el mes d'octubre d'aquest any adquireix l'estudi fotogràfic d'Eduardo Carreras situat en dos emplaçaments a Barcelona: un a la plaça del Teatre, núm. 2, i l'altre, en un pis del carrer Hospital, 48. El diari La Vanguardia del 20 de gener de 1882, publica un article relacionat amb aquest fet on de forma detallada el periodista explica la seva visita als locals i descriu els espais i instruments per a acomplir la tasca fotogràfica destacant la seva qualitat professional i artística fruit d'una ja considerable experiència i dels viatges a l'estranger. Va ser membre de la Societé Française de Photographie (SFP) fins a l'any 1889 i també de l'Associació d'Excursions Catalana (antiga denominació del Centre Excursionista de Catalunya).
Miguel Aragonés va desenvolupar fonamentalment la seva tasca professional com a fotògraf en el camp del reportatge documental i en el retrat. En la primera vessant va col·laborar de forma continuada amb la revista “La Ilustración. Periódico semanal de Literatura Artes, Ciencias y Viajes”, realitzant treballs a Barcelona i per a la resta d'Espanya entre el 1882 i el 1886, que la revista va publicar en format de gravats. Cal destacar la sempre representativa selecció dels motius a fotografiar i la perfecció de la composició de les imatges. Una de les col·laboracions que va realitzar per aquesta revista són les fotografies de la Cascada del Parc de Barcelona i del Llac del mateix parc. És un exemple clar de la utilització de la fotografia com a estratègia discursiva per crear un sentit de pertinença, mostrant els nous enclavaments del desenvolupament urbanístic de la ciutat contemporània.
La mateixa revista també va publicar altres gravats fets a partir de fotografies de Miguel Aragonés que mostren paisatges de la geografia espanyola que segons “La Ilustración”, per la seva bellesa, res no tenien a envejar a altres països.
En la línia del reportatge també va realitzar projectes amb format d'àlbum que era un format típic de l'època amb el que es feia un recorregut per un tema o motiu des de la part exterior fins a l'interior o de més detall. Destaca en aquest apartat l'àlbum de vistes del Teatro Lírico de Barcelona que se li va encarregar l'any 1885. Aquest àlbum consta de 16 vistes. Pel que fa al retrat, també es troben exemples en la revista “La Ilustración”, que ja publicava des dels seus inicis gravats de personatges il·lustres del món de la política, l'economia i la cultura. Miguel Aragonés va publicar el retrat de la jove cantant d'òpera Francisca Copca. L'artista estava a Barcelona representant en el Teatre del Liceu l'òpera Gli Hugonotti, de Mayerbeer. Va realitzar nombrosos retrats en format de «carte de visite» i altres, com el que està registrat a l'Arxiu Fotogràfic de Barcelona (AFB).
La seva pertinença al Centre Excursionista de Catalunya, li va permetre utilitzar el medi fotogràfic en un vessant més personal i d'expressivitat artística. En els butlletins del Centre, entre l'any 1880 i el 1886, s'hi troben diverses referències a les excursions on va participar i com aprofitava per fer fotografies del paisatge o de monuments durant el recorregut. Al juny del 1886 fa una important donació de fotografies al museu de l'entitat. Va presentar les seves fotografies en salons i exposicions, el que reafirma la voluntat d'utilització de la fotografia com a mitjà d'expressió artística.

## Exposicions, premis i reconeixements
En la important "Exposició Regional de Villanueva i la Geltrú" de l'any 1882, Miguel Aragonés, juntament amb els fotògrafs: Rafel Areñas, Arenas Miret i Matarrodona van conformar la secció de fotografia (dita “Clase Séptima”) localitzada a la galeria de “Planos, grabados, fotografias i pianos” dintre de la secció privada de l'industrial Sr. Josep Ferrer i Vidal.
L'exposició, inaugurada el dia 28 de maig de 1882, va tenir un èxit important de visites, transaccions econòmiques i projecció de la vila cap a l'exterior el que queda demostrat en haver de prorrogar la seva cloenda en dues ocasions, fent-se finalment el 26 de novembre de 1882.

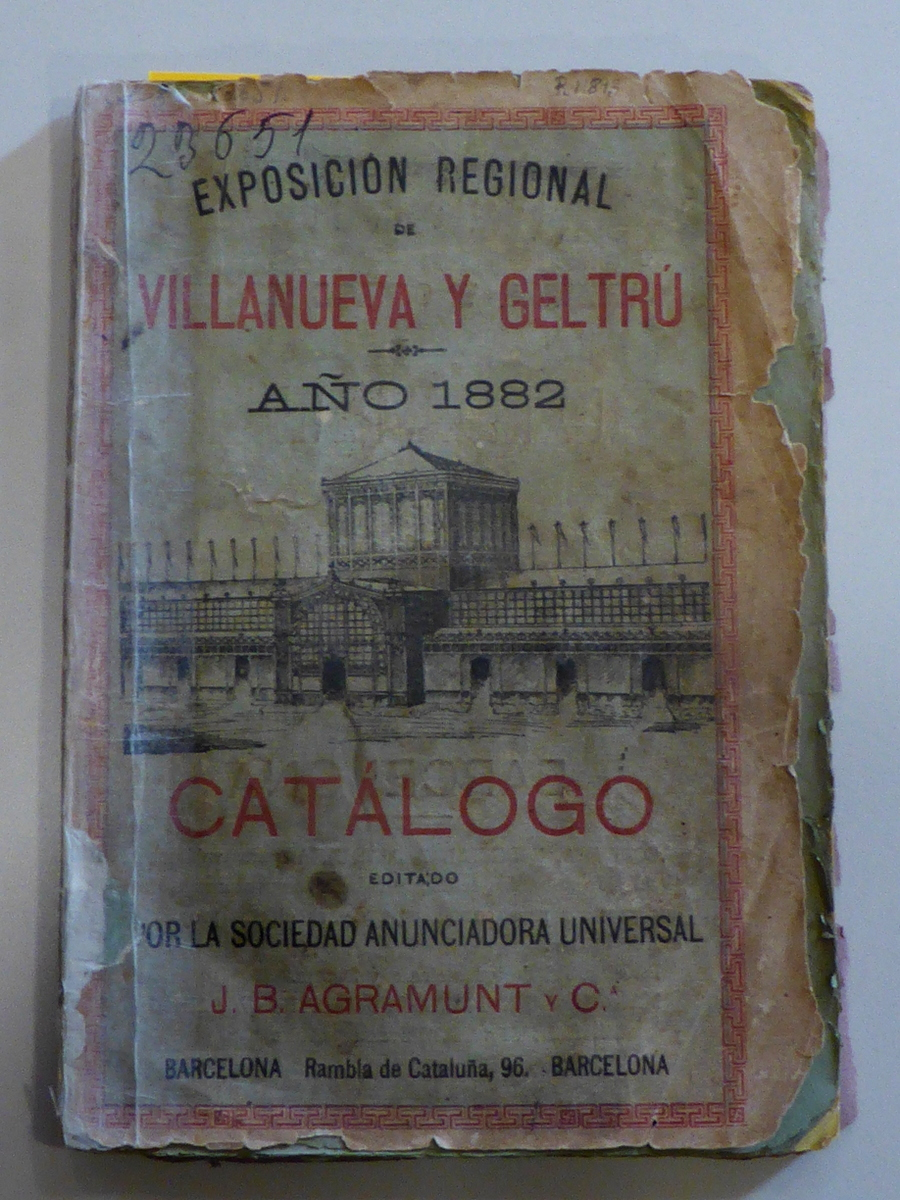
Portada del Catàleg de l' Exposició
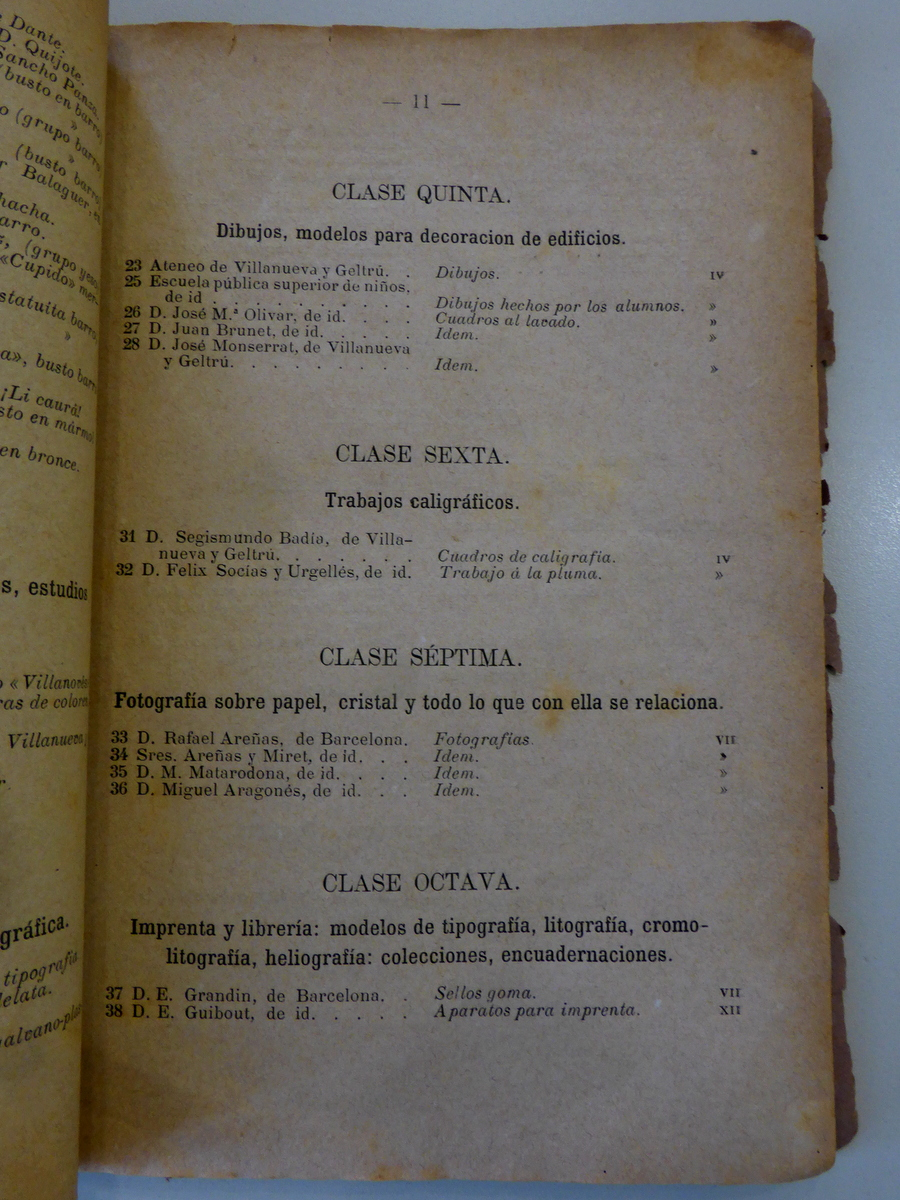
Expositors de la Secció de Fotografia
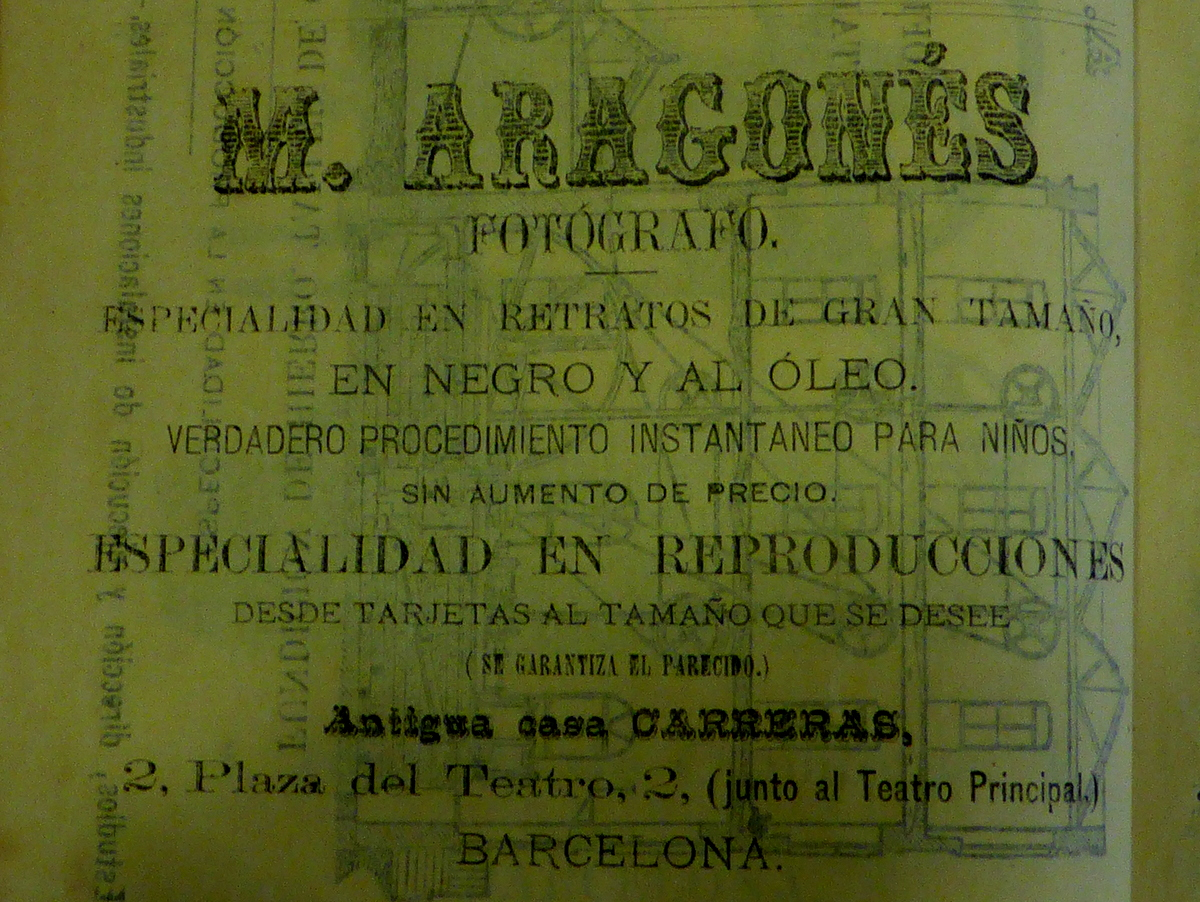
Anunci de Miguel Aragonés al catàleg de l' Exposició

Va participar com a expositor en "La Exposición Aragonesa de 1885-1886” que es va celebrar a Saragossa promoguda per la Real Sociedad Económica de Amigos del Pais.
Aragonés rebé la Medalla del Progreso en l'Exposició Regional de Villanueva i la Geltrú (1882), la Medalla de plata a l'Exposició Geogràfica de Toulouse (1884) i la Medalla de Primera Clase a la Exposición Aragonesa de 1885-1886.

## Obra
En primer lloc, es presenten una sèrie de gravats de paisatge de "La Ilustración", revista cultural de Barcelona publicada per l'editor Lluís Tasso. La presència de M. Aragonés en aquesta revista va des de 1882 fins a 1886. Sembla que a partir de l'any 86 deixa d'aparèixer obra seva i cal recordar que mor l'any 1889.

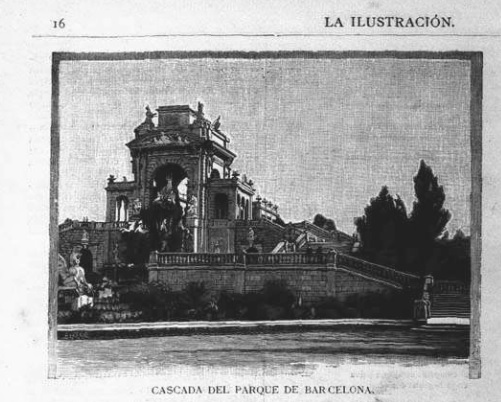
Vista de la Cascada del Parc de la Ciutadella
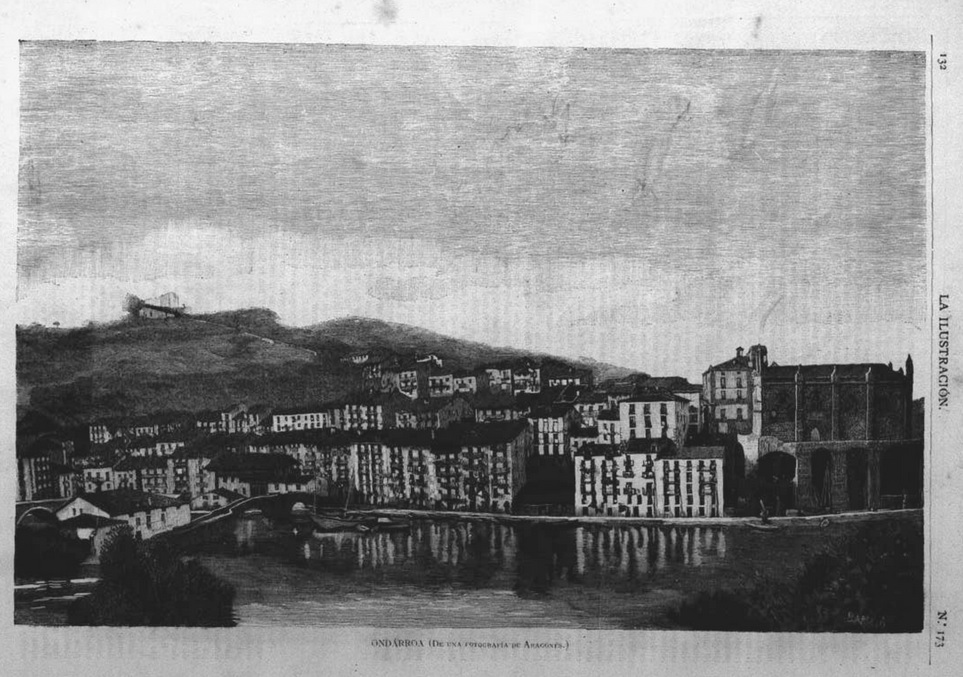
Vista de Ondárroa (Euskadi)
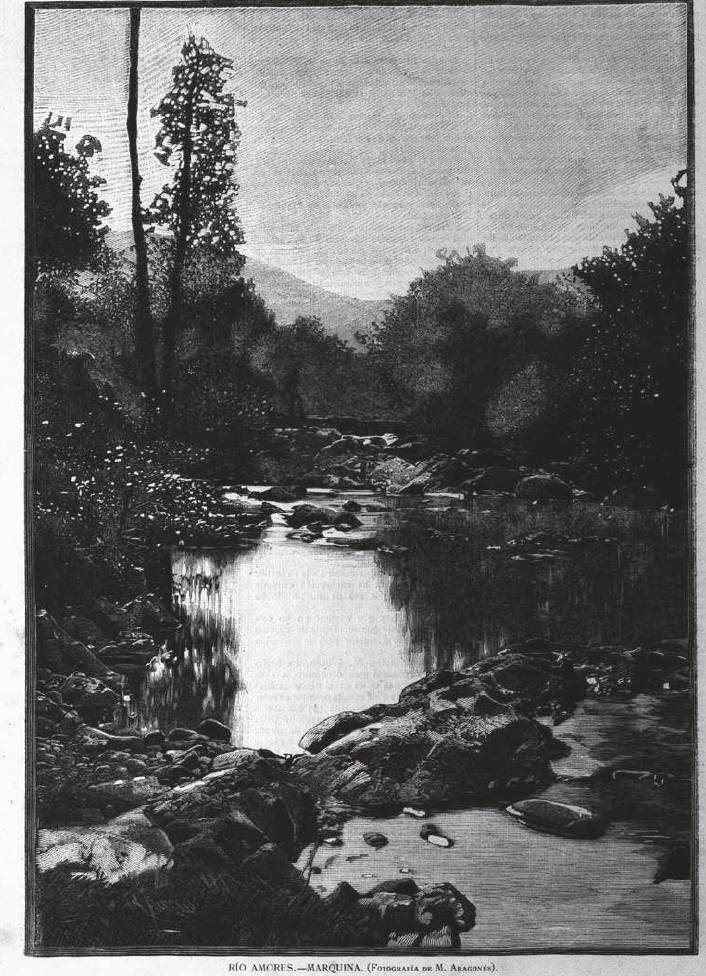
Vista del Rio Amores (Marquina, Euskadi)

En segon lloc, es presenta l'àlbum de vistes del Teatro Lírico que se li encarrega a Aragonés l'any 1885. Aquest àlbum de vistes es compon de 16 imatges que es corresponen amb les diferents parts del teatre. Aquestes imatges fan un recorregut des de fora fins a l'interior de la sala, això vol dir que es corresponen amb la concepció del format d'àlbum de vistes. Aquest era un format típic de l'època amb el que es feia un recorregut des del més exterior fins al més interior d'un tema o motiu, per exemple, la ciutat de Barcelona, les seves vistes, els seus carrers, monuments i, finalment, detalls arquitectònics o, en aquest cas, d'un edifici concret amb la seva visió exterior i les seves diferents sales i parts. A cops el fotògraf incorpora elements addicionals com la presència d'un gos o un vianant que, al contrari de fer nosa, aporten un cert caràcter de vida a l'austeritat de mostrar simplement l'arquitectura i estructura de l'edifici.

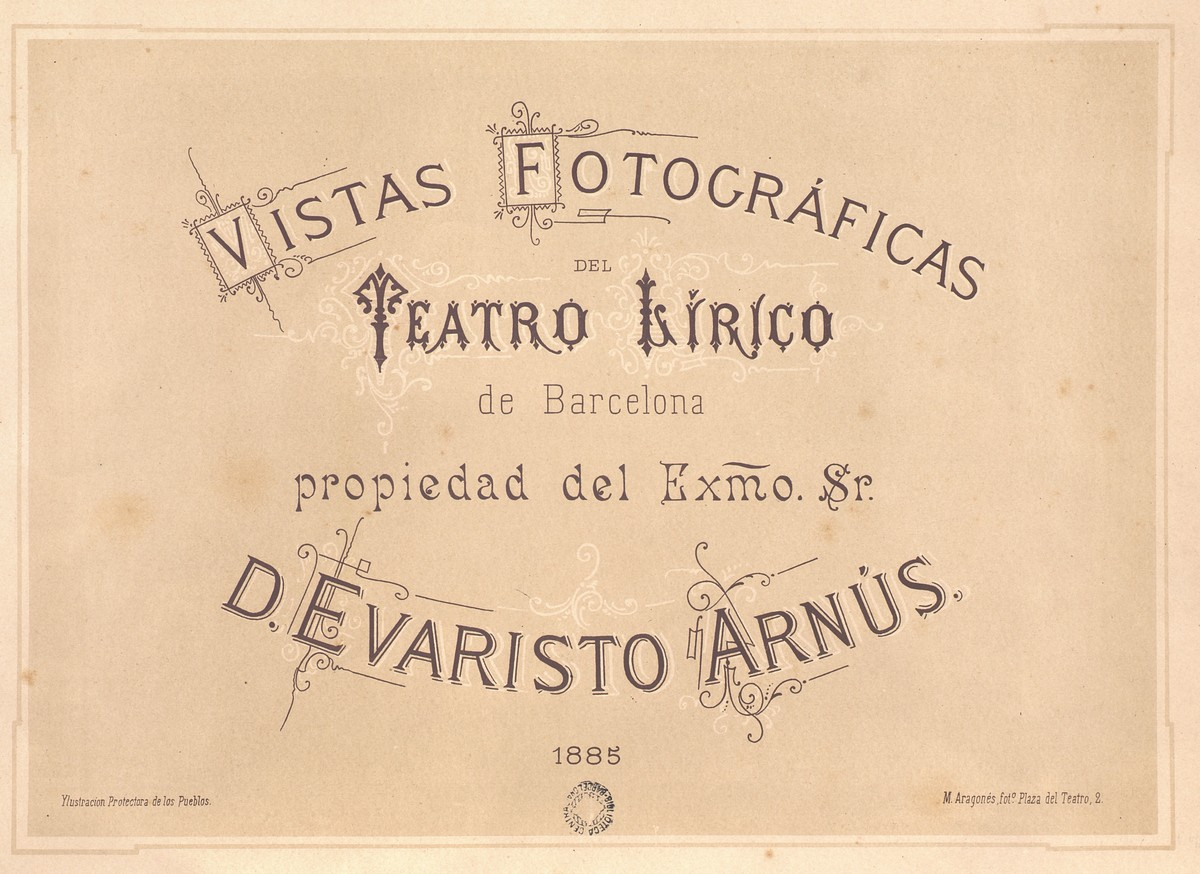
Portada del Álbum
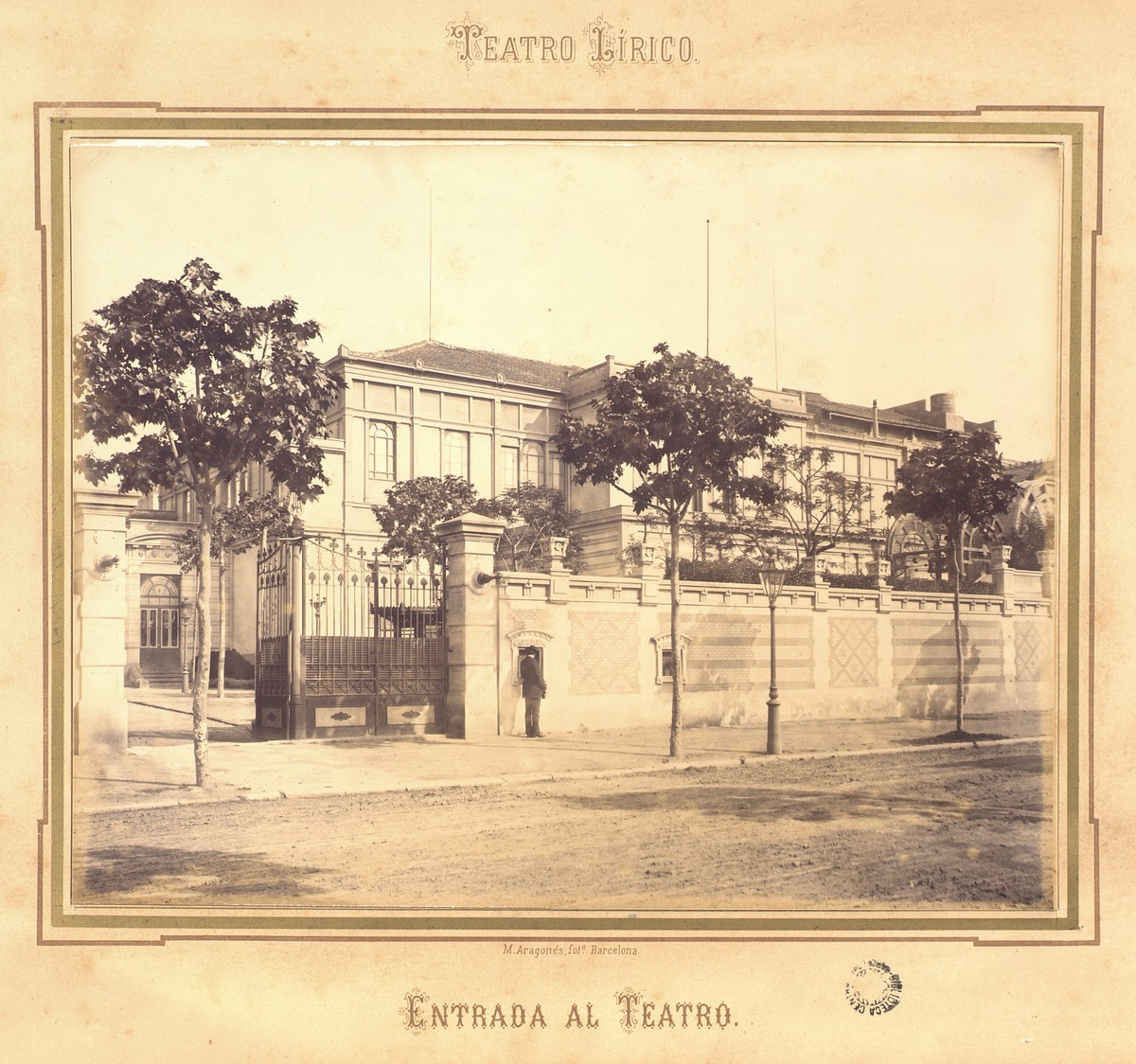
Vista de la Entrada
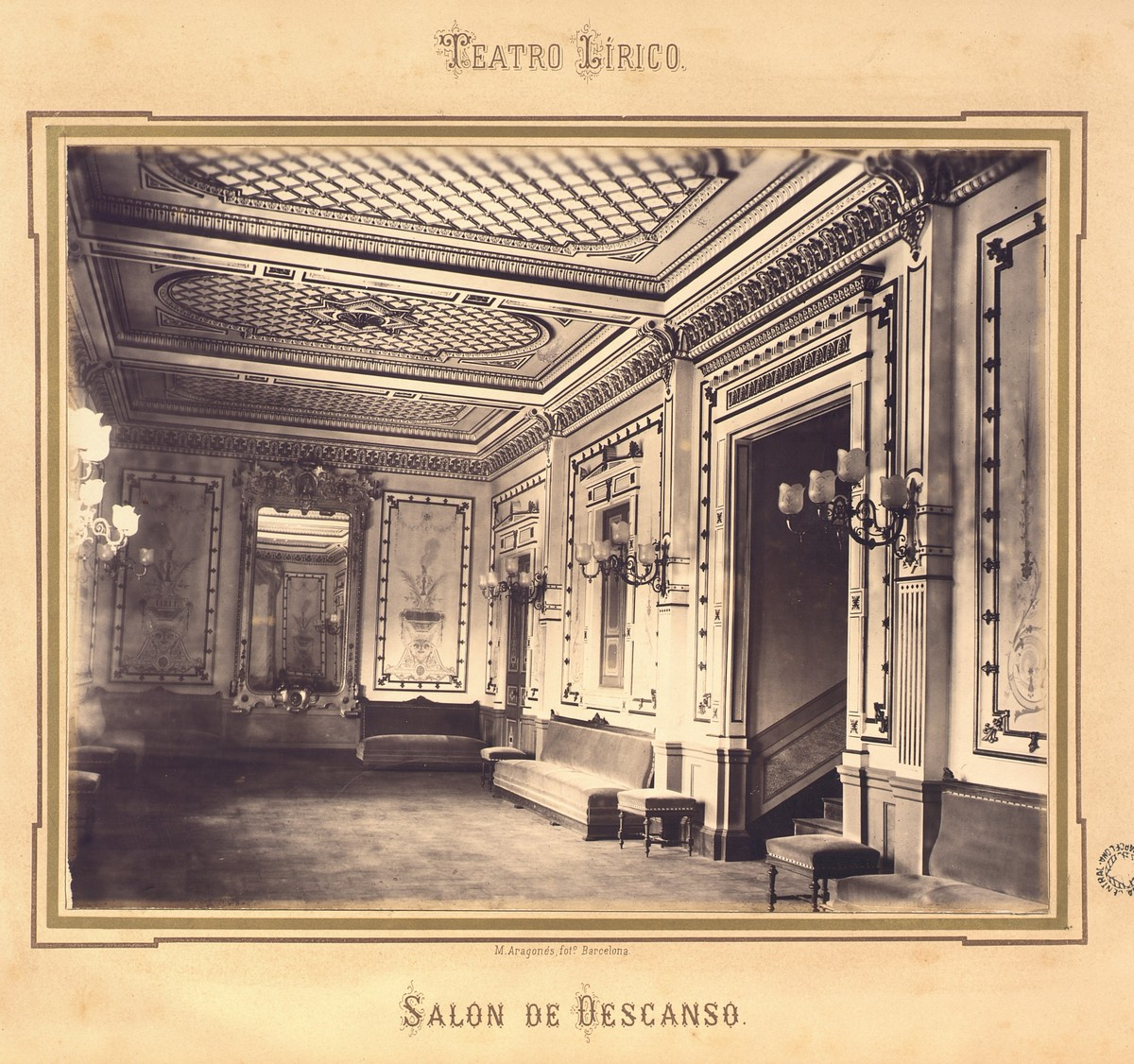
Sala de Descans
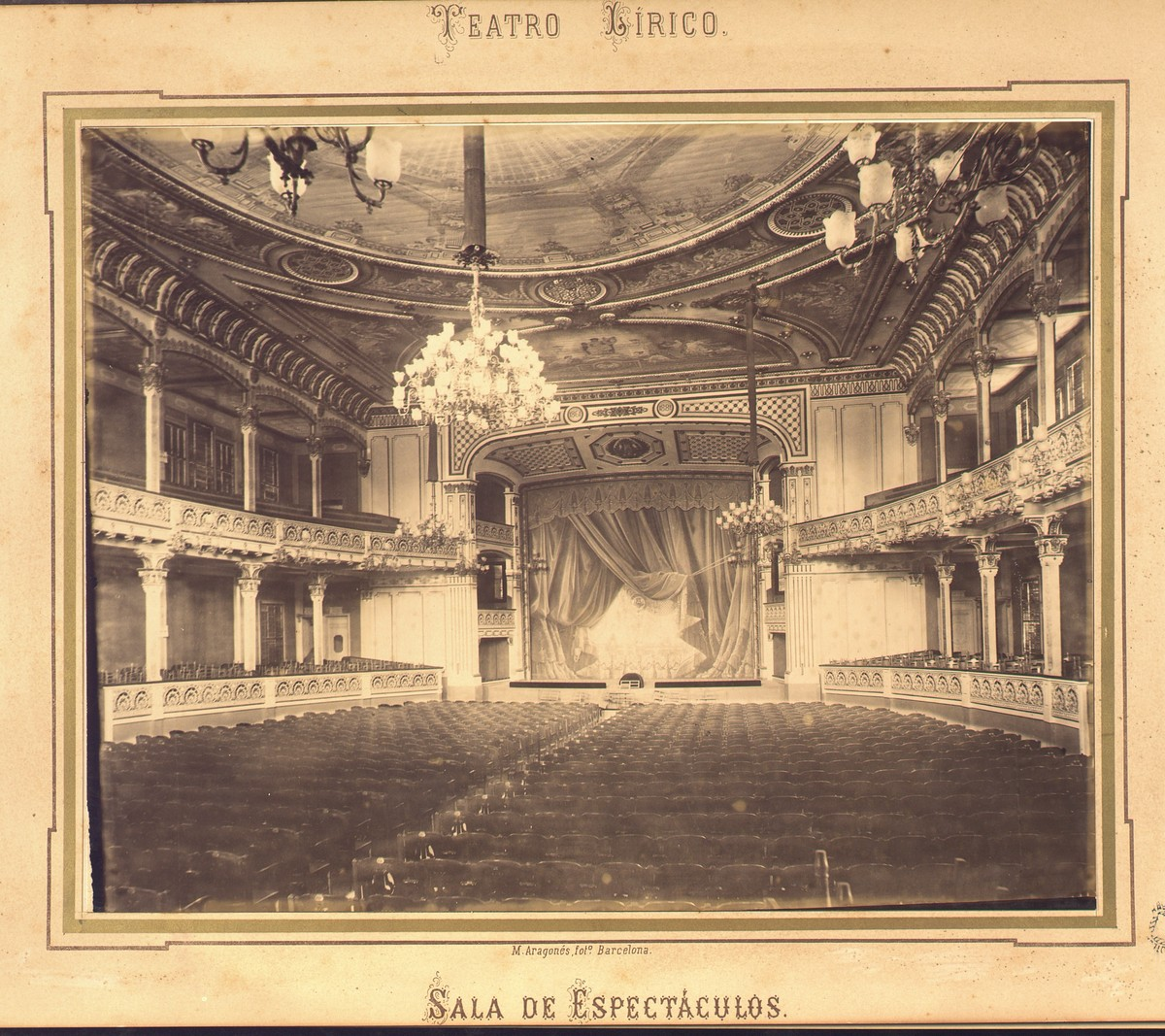
Vista del escenario desde la platea

Finalment, en tercer lloc, es presenta l'únic retrat trobat de l'obra d'Aragonés. Aquest és el retrat d'una dona jove d'identitat desconeguda i ben vestida que, de forma especulativa, tant podria ser una burgesa interessada per l'art escènic com una actriu, ja que l'única informació que dona aquest document és que la imatge es va fer a prop del teatre principal, i a més inclou la signatura d'autoria d'Aragonés.

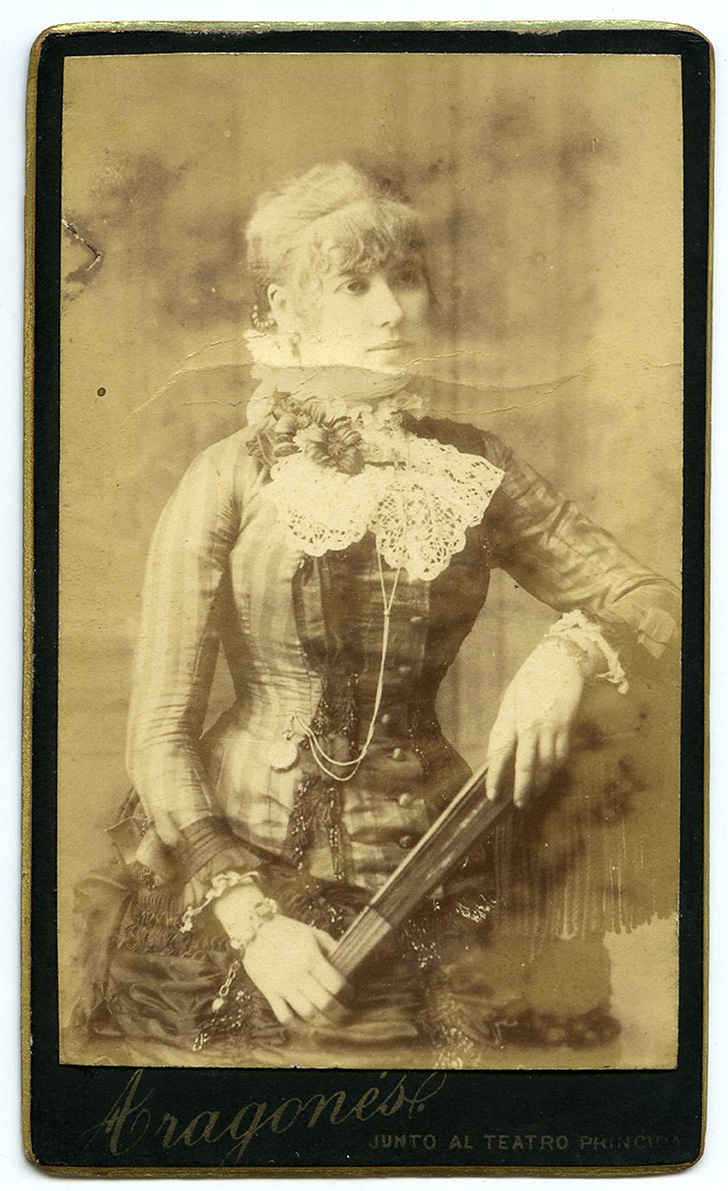
Targeta de Visita (personatge desconegut)